# Robert F. Kennedy Jr.
Robert Francis Kennedy Jr. (Washington, 1954. január 17. –) amerikai jogász és író, aki arról ismert, hogy vakcinaellenes propagandát és összeesküvés-elméleteket terjesztett.
Elindult a 2024-es amerikai elnökválasztáson, ahol végül visszalépett Donald Trump javára. 2025 óta az Egyesült Államok 26. egészségügyi minisztere a második Trump-adminisztrációban.

## Életpályája
Robert F. Kennedy szenátor fia és John F. Kennedy elnök és Edward Moore Kennedy  szenátor unokaöccse. 1999-ben társalapítója volt a Waterkeeper Alliance környezetvédelmi csoportnak és elnöke is volt. Több könyvet is írt élete során, amik közül kettő is New York Times-bestseller lett.
1986-tól 2017-ig a Natural Resources Defense Council nonprofit szervezet jogásza volt, illetve 1984 és 2017 között a Hudson Riverkeeper bizottsági tagja és jogásza volt. Pályafutása elején New York asszisztens államügyésze volt. Több fontos pozíciót töltött be a Pace Egyetemen is.
2005 óta népszerűsítette azt a tudományosan cáfolt elméletet, hogy vakcinák okozzák az autizmus kialakulását és a Children's Health Defense védőoltás ellenes propagandacsoport alapítója és elnöke. A Covid19-pandémia kezdete óta az egyike legfőbb alakja lett az oltásokkal kapcsolatos téves információk terjesztésének Egyesült Államokban.
2024-ben Durek Verrett, Alex Jones, Renaud Camus, Kanye West, David Icke mellett a "húsz legbefolyásosabb összeesküvés-elmélet hívő" egyikeként jellemezték.

### 2024-es elnökválasztás
2023. április 5-én bejelentette, hogy indul a 2024-es amerikai elnökválasztáson demokrataként azt követően, hogy Donald Trump korábbi tanácsadója, Steve Bannon javasolta neki az ötletet. 2023 októberében visszalépett, hogy függetlenként indulhasson. Ugyan támogatottsága 20% körül is volt az év során, 2024 augusztusában úgy döntött, hogy Trump támogatása érdekében visszalép az elnökválasztástól. A 2024-es választások után Trump bejelentette, hogy Kennedyt fogja jelölni az Egyesült Államok egészségügyi miniszterének. Jelöltségét február 13-án erősítette meg a Szenátus.

## Magyarul megjelent művei
- Robert F. Kennedy–Brian Hooker: Oltani vagy nem oltani? Beszéljen a tudomány; előszó Del Bigtree, ford. Boros Eszter; Tamasi Kft., Budapest–Kiskunfélegyháza, 2024